# Exposition Universelle (1855)
 For alternative betydninger, se Exposition Universelle. (Se også artikler, som begynder med Exposition Universelle)
Exposition Universelle var en international udstilling afholdt på Champ-de-Mars i Paris, fra 15. maj til 15. november 1855. Dens fulde officielle navn var Exposition Universelle des produits de l'Agriculture, de l'Industrie et des Beaux-Arts de Paris 1855.
Udstillingen var en stor begivenhed i Frankrig, der på den tid blev regeret af Napoleon 3. Den fulgte Londons Great Exhibition fra 1851, og havde sin egen pendant til The Crystal Palace, Palais d'industrie. 
Ifølge den officielle rapport, besøgte omkring 5 millioner mennesker udstillingen.[kilde mangler]